# PUBG
『PUBG: BATTLEGROUNDS』（ピーユービージー バトルグラウンズ）は、KRAFTONの子会社PUBG Studiosからリリースされている韓国のバトルロイヤルゲーム。
バトルロイヤルゲームの生みの親であるアイルランドのMod制作者ブレンダン・グリーンが、韓国のデベロッパーKRAFTONとともに開発した。
旧名称は『PLAYERUNKNOWN'S BATTLEGROUNDS』（プレイヤーアンノウンズ バトルグラウンズ）、旧略称は『PUBG』（ピーユービージー、パブジー）。
2017年3月24日にSteamで早期アクセス版の配信が開始され、2017年12月20日（日本時間では2017年12月21日）に正式版としてリリースされた。
Minecraft、グランド・セフト・オートV、Tetris (Electronic Arts)、Wii Sportsに次ぐ世界で5番目に売れたゲームソフトであり、2018年1月に記録された323万6027人の同時接続プレイヤー数は、Steamにおける歴代最多記録である。2021年12月10日、PUBG Studiosは2022年1月12日のメンテナンス終了後から『PUBG: BATTLEGROUNDS』が利用可能な全てのプラットフォームで同作が無料プレイサービス（基本プレイ無料）に移行すると発表した。

## 概要
最大100人のプレイヤーが、フィールド内にある装備などを駆使して最後の1人になるまで戦い抜くバトルロイヤル形式のサードパーソン・シューティングゲーム（のちにファーストパーソン・パースペクティブ（FPP）モードも追加された）である。熾烈な激闘に勝ち抜き、見事第1位を勝ち取ったとき、日本語版では「勝った! 勝った! 夕飯はドン勝だ!!」と画面に表示される（英語版では"WINNER WINNER CHICKEN DINNER!"との表示）。また、2人タッグや（最大）4人スクワッドでのチーム戦モードも用意されている。
『ARMA 3』のMODの製作者で、「PlayerUnknown」というハンドルネームで知られるブレンダン・グリーン（Brendan Greene）をクリエイティブ・ディレクターに迎えて開発されている。

## ゲーム内容
プレイヤーを乗せた航空機がランダムな位置と方向からフィールドの上空を飛行し、プレイヤーは任意のタイミングで飛び降り、目的地まで降下する。
マップには孤島、砂漠、密林、雪原、荒野があり、フィールドには平原、森、丘といった自然地形の他、家や小屋、畑、集落、倉庫、地下壕、軍事基地、遺跡等といった、多様な建造物が存在する。
衣服などのコスチュームを除いてアイテムを一切所持していない状態でゲームが開始されるため、武器や装備は各地の小屋などの建造物などから入手しなければならない。アイテムには、各種銃火器（実在のものが採用されている。ただし一部の武器は商標により実際の名称と異なるものがある）とその弾薬、サプレッサーや照準器等のアタッチメント、フライパンやバールなどの近接武器、防弾ベスト、ヘルメット、バックパックといった装備、包帯などの回復アイテム、フラググレネードやスモークグレネード、エナジードリンクなどの補助アイテムがある。
またマップ中には車やバイク、ボートなどの乗り物が存在し、移動に用いることができる。
ゲーム開始から一定時間が経過するとプレイエリアが設定され、時間経過とともに狭まっていく。プレイエリア内外の境界には青白いバリアがあり、その外側に出てしまうとゆっくりダメージを受けてしまう。プレイエリアの内側に暫く入らずにプレイすると、HPが0になり死亡する。このシステムによって、生存人数が少なくなる終盤でも敵プレイヤーと遭遇するようになっている。プレイエリアが予告されると、一定時間のカウントダウンが終了した後に縮小を開始し、縮小が完了したら更に小さい次のプレイエリアが予告される。また、エリア外でプレイしている場合に受けるダメージは時間が経過すると大きくなり、中盤終盤でプレイエリアの外でプレイすることはほぼ不可能になる。
ゲーム中は、ケアパッケージ(補給物資)と呼ばれるボックスが複数回プレイエリア内のランダムな地点に投下される。飛行機が上空を通過し、飛行機から物資が投下されることで音と目視でケアパッケージの存在をプレイヤーに知らせる。ケアパッケージには、構造物などからは入手できない性能の良い武器や、最大レベルのヘルメット等、強力な物資が封入されている。
他に、ゲーム中は不定期に爆撃が行われ、爆撃範囲は爆撃の少し前から予告される。場所は完全にランダムで、推測することはできない。
デュオまたはスクワッドの場合は、HPが0となっても死ぬことはなく、気絶状態となる。気絶状態でも四つん這いでゆっくりと移動することはできる。プレイヤーは気絶状態の味方を10秒かけて通常状態に復帰させることができる。気絶状態になるとHPが100になり、出血ダメージを毎秒受けるようになる。このまま、ダメージを更に受けるか一定時間が経過することでHPが0になると死亡し、復帰できなくなる。

## 制作の経緯
2013年ごろ、アイルランド人でブラジルを拠点に写真家やデザイナーなどとして生活していたブレンダン・グリーンは『ARMA 2』のMODである『DayZ』に熱中し、これをもとに、2000年の日本映画『バトル・ロワイアル』に強い影響を受けた新たなMOD『DayZ: Battle Royale』を制作した。
『DayZ』が独立したゲームになったことでグリーンは、『DayZ』への関心を失い、『ARMA 3』のMODとして制作を継続した。これがソニーオンラインエンタテインメント（現在のデイブレイクゲーム）の目に留まり、グリーンを同社の『H1Z1』の制作顧問として招聘してバトル・ロワイアルのアイデアを展開させた。2016年に『H1Z1』はバトル・ロワイアルモードの『H1Z1: King of the Kill』と、サバイバルモードの『H1Z1: Just Survive』という二つのゲームに分割されている。
ソニーオンラインエンタテインメントを退社後、グリーンは韓国のBluehole Ginno Gamesからの誘いを受けた。同社の前身であったGinno GamesはPC向けのMMOゲームを制作する会社で、モバイル向けゲーム大手のBlueholeに買収されていた。同社は国際的に展開できるゲームの開発を模索し、同時に開発にかける時間があまりないためゲームをアーリーアクセス（早期アクセス）方式でリリースすることを考えた。同社はグリーンに、『DayZ: Battle Royale』を独立したゲームにすることを提案した。話はとんとん拍子に進み、グリーンは韓国に移り、同国のゲーム企業でも前例のない外国人のクリエイティブ・ディレクターとして本作の開発に取り掛かることになった。

### 日本語版
本作がアジアでも人気が出たため、開発チームが日本語版の開発を考えていた矢先、DMM GAMESがオファーした。本作の日本語版の特徴の一つである「勝った!勝った!夕飯はドン勝だ!!」という勝利メッセージについて、プロデューサーのキム・チャンハンは4Gamer.netとのインタビューの中で、勝利メッセージの「WINNER WINNER CHICKEN DINNER!」を日本語にアレンジする際、日本語のわかるスタッフから「カツ」が「勝つ」に似ていることを聞き、意図したダジャレとしてこのような表記にしたと述べており、「ドン勝」が「カツ丼」と「豚カツ」のどちらかを指しているかというわけではないとした。

## 展開

### コンソール版
Xbox Oneでは2017年12月12日にプレビュー版が発売。パッケージ版はディスクメディアではなく、紙箱にダウンロードカードが入る形であった。Microsoftは、発売48時間で100万本を売り上げたと発表した。2018年9月4日に発売された製品版では、パッケージ版はディスクメディアとなった。
PlayStation 4では2018年12月7日にダウンロード版が発売。『アンチャーテッド』シリーズのネイサンのコスチュームや『ラストオブアス』のエリーのバックパックなどの特典が付属している。2019年1月17日にはパッケージ版も発売された。
2019年10月3日、Xbox OneとPlayStation 4の間でクロスプレイが実装された。
2021年12月10日、PUBG Studiosは2022年1月12日のアップデート後に基本プレイ無料になると発表した。また、基本プレイ無料化と同時に、これまでコンソール版を遊ぶ際に必要だった「PlayStation Plus」や「XboxLiveGold」などのサブスクリプションプランへの加入が不要となる。また、2022年1月12日以前に本作を所有していた人に限り、新しく追加されたBATTLEGROUNDS Plusが無料で提供される。
2022年1月12日、コンソール版が基本プレイ無料化された。

### モバイル版
モバイル版は『PUBG MOBILE』と『PUBG: NEW STATE』の二作が配信されている。

#### 『PUBG MOBILE』
iOSとAndroidに配信されている基本プレイ無料のバトルロイヤルゲーム。日本では、2018年5月16日に配信が開始された。
スマートフォンでも動作するようグラフィックが簡略化され、UIはタッチ操作に最適化されている。足音や銃声がミニマップに表示されたり、モバイル版独自のマップ、武器、衣装などが実装されるなど、『PUBG』とは異なる部分が多い。
米国の調査会社Sensor Towerは、2021年3月25日付けのレポートにて、累計売上が51億ドルを突破したと報告した。2021年4月30日には、全世界で10億ダウンロードを突破したと発表された。
また、モバイル版は以下のタイトルとコラボを行なっており、限定モードやコラボ衣装などが実装された。
| コラボレーション                         | 期間                                           |
| ---------------------------------------- | ---------------------------------------------- |
| ミッション:インポッシブル/フォールアウト | 2018年7月27日から8月31日                       |
| バイオハザード RE:2                      | 2019年2月19日から5月29日                       |
| Alan Walker                              | 2019年8月9日から8月13日                        |
| YAMAHA                                   | 2020年7月8日から7月27日                        |
| クロちゃん                               | 2020年10月10日から10月26日                     |
| コードギアス 反逆のルルーシュ            | 2020年11月13日から12月11日                     |
| ゴジラvsコング                           | 2021年5月11日から6月8日                        |
| KARTRIDER RUSH+                          | 2021年5月31日から6月7日                        |
| LINE FRIENDS                             | 2021年6月24日から7月4日                        |
| サクラ大戦                               | 2021年8月1日から8月30日                        |
| Alan Walker（第2弾）                     | 2021年9月23日から10月10日                      |
| ひぐらしのなく頃に卒                     | 2021年9月30日から10月28日                      |
| ちびザメ                                 | 2021年10月24日から11月7日                      |
| Arcane                                   | 2021年11月16日から12月17日                     |
| 涼宮ハルヒの憂鬱                         | 2021年11月30日から12月21日                     |
| 終末のワルキューレ                       | 2021年12月22日から12月31日                     |
| リヴァプールFC                           | 2021年12月27日から2022年1月12日                |
| スパイダーマン                           | 2022年1月13日から2月11日                       |
| 狩野英孝                                 | 2022年1月17日から2月1日                        |
| 呪術廻戦                                 | 2022年2月24日から3月16日                       |
| ブラックラグーン                         | 2022年3月17日から3月31日                       |
| Warframe                                 | 2022年3月22日から4月19日                       |
| Lamborghini                              | 2022年3月25日から5月1日                        |
| EVANGELION                               | 2022年5月14日から6月19日                       |
| BLACKPINK                                | 2022年7月19日から8月1日（ガチャは8月31日まで） |
| オーバーロード                           | 2022年8月8日から8月31日                        |
| GACKET                                   | 2022年9月20日から10月24日                      |
| GACKET（第2弾）                          | 2022年12月20日から2023年2月2日                 |
| ブルース・リー                           | 2023年1月10日から2月10日                       |
| BE@RBRICK                                | 2023年4月14日から5月16日                       |
| RED° TOKYO TOWER                         | 2023年4月23日から10月13日                      |
| 長州力                                   | 2023年5月17日から5月31日                       |
| ドラゴンボール                           | 2023年7月13日から9月4日                        |
| Alan Walker（第3弾）                     | 2023年8月4日から8月18日                        |
| Photoism（コラボフォトフレーム）         | 2023年8月10日から8月24日                       |
| KFC                                      | 2023年10月2日から 11月7日                      |
| ドン・キホーテ（コラボTシャツ）          | 2024年7月13日から11月30日                      |
| P丸様。                                  | 2024年9月18日から10月23日                      |
| コードギアス 反逆のルルーシュ（第2弾）   | 2024年10月24日から11月15日                     |
| 転生したらスライムだった件               | 2024年11月28日から12月27日                     |
| 星川サラ、レオス・ヴィンセント           | 2024年12月13日から2025年1月5日                 |
| おぱんちゅうさぎ                         | 2025年1月14日から3月14日                       |
| 夏色まつり                               | 2025年2月1日から3月1日                         |
| ReGLOSS                                  | 2025年3月12日から4月12日（ボイスのみ）         |
| 葬送のフリーレン                         | 2025年4月1日から4月30日                        |

#### 『PUBG: NEW STATE』
iOSとAndroidに配信されている基本プレイ無料のバトルロイヤルゲーム。日本では2021年11月11日に配信が開始された。
同作は『PUBG: BATTLEGROUNDS』から数十年が経過した2051年の無政府状態の近未来が舞台であり、サービス開始時点では「バトルロイヤル」、4対4の「チームデスマッチ」、射撃の練習を行える「トレーニング」が実装されている。
| コラボレーション               | 期間                       |
| ------------------------------ | -------------------------- |
| Among Us                       | 2022年4月21日から5月19日   |
| NieR:Automata・NieR:Replicantl | 2022年4月29日から5月19日   |
| LINE FRIENDS                   | 2022年6月16日から7月20日   |
| アサシンクリード               | 2022年8月18日から9月21日   |
| Dead by Daylight               | 2022年10月20日から11月23日 |

### 軽量版
『PUBG LITE』は、ロースペックPCでも動作するよう最適化された基本プレイ無料のバトルロイヤルゲーム。2019年12月13日に配信が開始された。
描画品質が落とされて軽量化され、必要動作環境が大きく下がっているのが特徴。『PUBG』と比べ武器の反動が抑えられているほか、衣装類はモバイル版から移植されているため派手なものが多く、よりカジュアルになっている。
2021年3月30日に新規ダウンロードが停止され、2021年4月29日14時をもってサービスを終了した。

## 反響
Blueholeが韓国で本作の積極的なマーケティングを行っていたため、本作は韓国のネットカフェで2番目か3番目の人気を誇り、その人気ぶりは『オーバーウォッチ』並みだった。バトルロワイアルというゲーム性から日本でも本作の人気が高まった。

### 中国プレイヤーの隔離
製品版発売後も定期的にアップデートを行ってきたゲームながらチートプログラム使用者が後を絶えず、果ては公式大会ですら不審な挙動のプレイヤーが出現するなど、依然としてチートが問題視されている。また、「開発・運営の調査によるとチート使用者の99%が中国からのアクセスであることが判明し、ブレンダン・グリーンから発表された」とされる情報が日本国内のソーシャルメディアで広く拡散されるなど、中国人ユーザーに対する憎悪が高まった。
このためSteamコミュニティ上では中国のプレイヤーを既存サーバーから隔離することが熱望されているが、未だ運営から物理的にサーバー隔離を行う予定の発表は無い。Ping差を利用したマッチングこそ採用されたものの、日本・オセアニアなど中国と地理的に近くPing差が起きにくい地域のプレイヤーからは「中国のチーターと一緒に私達も隔離されてしまったのでは」と懸念の声が挙がっている。これ以降#RegionLockChinaというハッシュタグ、同内容のアスキーアートの投稿が、Steam上での公式アナウンスのコメント欄あるいはゲームのレビュー欄を埋め尽くすという現象が続いている。タグと同名のサーバー隔離を求める請願もChange.orgに投稿された。

### フォートナイトとの類似性
2017年9月22日、『PUBG』のプロデューサー、キム・チャンハンは「『フォートナイト』のバトルロイヤルモード」（以下「Fortnite」）が『PUBG』のゲームプレイと類似していることに懸念を示す発表をした。同氏は、『PUBG』に採用されているUnreal Engine4、および「Fortnite」の開発元であるEpic Gamesとビジネス関係を築いていることを明らかにしながらも、「Fortnite」による『PUBG』のゲーム体験の複製や、「Fortnite」の宣伝活動における、許可の無い『PUBG』への言及について懸念を示した。これについてAUTOMATONのRyuki Ishiiは、Blueholeはバトルロイヤルというアイデア自体を占有したいのではなく、あくまで『PUBG』に類似し過ぎていることへの懸念を示しているとコメントしている。
2018年3月21日、調査会社SuperDataは、「Fortnite」の月間売上が『PUBG』を超えたと発表した。注意すべきなのは、『PUBG』はゲーム本体の売上げが主な収入源であるのに対して、「Fortnite」は基本プレイ無料で、スキンアイテムの販売を主な収入源にしているという点である。

### 競合類似タイトルの訴訟
『PUBG』の開発、運営元であるPUBG Corporationは、2018年4月2日付でNetEaseのタイトル『荒野行動』『Rules of Survival』に対して、『PUBG』の著作権を侵害するものだとして、配信差し止めと損害賠償を求める訴状をカリフォルニア州北部地区連邦地方裁判所に提出したと、海外メディアのPCGamesNが報じている。これについては、ファミ通Appも独自にPUBG Corporationに問い合わせを行い、提訴が事実であることを確認している。過去に『フォートナイト』について懸念を示したことはあるが、具体的な類似性の高いタイトルとして訴訟が行われるのは今回が初である。今回の訴訟に踏み切った経緯として、PUBG Corporationは、2018年1月にApple経由で苦情申し立てを行い、訴状もNetEaseに送っているが、NetEaseが『PUBG』の著作権を認めなかったためだとしている。ファミ通は、PUBG Corporationが勝訴した場合、アプリストアから『荒野行動』『Rules of Survival』の両タイトルが消える可能性があるとしている。これに対し、NetEaseは『荒野行動』の訴訟報道に対する公式コメントを発表し、サービス終了のデマを否定したうえで、著作権侵害の事実は一切無いものとし、正当性を今後の裁判で明らかにしていくとしている。2019年3月にPUBG CorporationとNetEaseが和解したと発表があった。
2018年1月、PUBG Corporationは、『フォートナイト』が『PUBG』の特徴をコピーしているとして、『フォートナイト』の韓国でのサービス中断を求めてソウル中央地方裁判所に「著作権侵害禁止仮処分申請」を提出した。しかし、その後2018年6月にPUBG Corporationは訴訟取り下げを行っており、関連する裁判も終了した。

### チートツールの販売組織の逮捕
PUBG Corporationは、2018年1月にBlueholeの大株主で『PUBG』モバイル版の開発を手掛けるテンセントから協力を得、120名のチートツール制作者を逮捕したほか、同年4月27日、中国の『PUBG』のチートツール開発・販売に関わっていた15名の容疑者を逮捕したと発表した。チートツールの中には、ハッキングプログラムを含み、チートツールを使用したプレイヤーの個人情報を抜き出すものもあった。

## eスポーツ
PUBGはPC・モバイルのプラットフォームを問わず、エレクトロニック・スポーツとしての一面が形成されている。『PUBG』のチームを編成しているプロゲーミングチームには「DetonatioN Gaming」、「DeToNator」、「SCARZ」などがある。
DMM GAMESは、2018年1月から2020年12月まで、合計6回PC版PUBGのリーグPUBG JAPAN SERIES（通称：PJS）を開催した。1シーズンの賞金総額は620万円で、上位チームは世界大会への招待権を得ることができる。
大会規模と賞金規模の日本チームの国際競争力を高めたい PUBG Corp. の方針により、PJS は2020年12月で終了した。
PJSでは、Grade1・Grade2の2部構成になっていて、Grade1において参加者全員にリーグ参加報酬が、成績優秀チームに賞金が配布された。成績に応じて毎シーズンGrade 1,2の入れ替え及びGrade 2からの降格が行われた。
モバイルでは、iPad Proをはじめとする「ハイスペックかつ画面が大きい端末」は、フレームレートや索敵の容易さ、UIの自由さなどが画面が小さいスマートフォンと比べ劇的に有利になる。イコールコンディションを保つため、タブレット端末は使用禁止とするなど利用可能な機種を絞ったり、参加者がある程度ふるい落とされた、決勝またはそれに近いマッチでは、スポンサー提供という形で参加選手全員に同じ機種を貸し出されることが多い。

### 試合方式
- 16チームが1チーム4人で一斉に試合を行うスクアッド・バトルロワイヤル形式で試合を行う。
- 原則1日6試合で6日間、計36試合を行う。全ての試合はチーム内で敵を倒した数と各試合内の順位によってスコアが決定され、スコアの合計で競う。
- 試合は3日間ずつでPhase1・Phase2に分けられる。
- Grade1にPhase1・Phase2の両方で在籍していたチームの中から、Phase1・Phase2のスコアを合計した点数で、シーズンの優勝チームを決定する。
- Phase1・Phase2それぞれの終了時に、各Phase中のスコアによって、Grade1の下位4チームはGrade2に降格し、Grade2の上位4チームがGrade1に昇格する。また、Phase2の下位4チームはPaR(Promotion and Relegation)と呼ばれる入れ替え戦に降格する。
- Phase2の下位4チームと一般公募で集められた60チームの計64チームが参加するPaRから、上位4チームが次のシーズンのPhase1 Grade2に昇格する。

### 出場チーム
以下はSeason6 Phase2 Grade1の所属チームを記載する。
| チーム名                | タグ |
| ----------------------- | ---- |
| Sunsister               | SST  |
| ELEMENT.36              | E36  |
| DetonatioN Gaming White | DGW  |
| Sengoku Gaming          | SG   |
| Rascal Jester           | RJ   |
| V3 FOX                  | V3F  |
| Gaming Team SELECTOR    | GTS  |
| Ace1                    | A1   |
| Zoo Gaming / Penguin    | ZOO  |
| GrimNight REDCELL       | GNR  |
| Crest Gaming Xanadu     | CGX  |
| 3R gaming Lotus         | 3RL  |
| Dandelion               | DL   |
| CYCLOPS athlete gaming  | CAG  |
| BlackBird Xeno          | BBX  |
| AnimationCafe InVeLz    | ACI  |

### PUBG JAPAN SERIES リーグ結果
| リーグ      | 優勝チーム              | 準優勝チーム         | Phase1 一位             | Phase2 一位             |
| ----------- | ----------------------- | -------------------- | ----------------------- | ----------------------- |
| PJS αリーグ | SunSister Suicider’s    | Detonation Gaming    | SunSister Suicider's    | USG_Hyster1cJam         |
| PJS βリーグ | Crest Gaming Xanadu     | Crast Gaming Rapid   | THE SHABLES             | Creast Gaming Xanadu    |
| PJS Season1 | SunSister Suicider’s    | Crest Gaming Xanadu  | SunSister Suicider's    | V3 FOX                  |
| PJS Season2 | BLUE BEES               | Team RAYZE           | V3 FOX                  | Crest Gaming Xanadu     |
| PJS Season3 | DetonatioN Gaming White | Rascal Jester        | DetonatioN Gaming White | Rascal Jester           |
| PJS Season4 | Rascal Jester           | SunSister            | Rascal Jester           | SunSister               |
| PJS Season5 | SunSister               | Creast Gaming Xanadu | SunSister               | Creast Gaming Xanadu    |
| PJS Season6 | DetonatioN Gaming White | SunSister            | SunSister               | DetonatioN Gaming White |

#### 関連大会結果
| 年   | 大会名                                           | 開催場所                  | 優勝                | 主な日本チームの成績                         | 備考                    |
| ---- | ------------------------------------------------ | ------------------------- | ------------------- | -------------------------------------------- | ----------------------- |
| 2018 | PUBG GLOBAL INVITATIONAL TPP                     | ベルリン                  | Oh My God           | 14th Crest Gaming Xanadu                     | [ PJS 1 ]               |
| 2018 | PUBG GLOBAL INVITATIONAL FPP                     | ベルリン                  | Gen.G Gold          | 15th Crest Gaming Windfall                   | [ PJS 1 ]               |
| 2019 | FACE IT global summit: PUBG Classic              | ロンドン                  | 🇰🇷OP Gaming Rangers | 17th BLUE BEES                               |                         |
| 2019 | PUBG GLOBAL CHAMPIONSHIP 2019                    | オークランド ロサンゼルス | Gen.G               | 22nd SunSister 29th Rascal Jester            | [ PJS 2 ]               |
| 2019 | PUBG JAPAN SERIES Winter Invitational 2019       | 東京                      | Gen.G               | 2nd Detonation Gaming White 4th V3 FOX       | [ PJS 3 ]               |
| 2020 | PUBG GLOBAL SERIES: Bellin                       | ベルリン                  | 中止                | 出場権所持: SunSister                        | [ 52 ]                  |
| 2020 | PUBG CONTINENTAL SERIES: Charity Showdown - Asia | オンライン                | Tianba              | 8th DetonatioN Gaming White 16th Sunsister   | [ PJS 4 ] [ 52 ] [ 53 ] |
| 2020 | PUBG CONTINENTAL SERIES 1 tournaments: ASIA      | オンライン                | INFANTRY            | 9th ELEMENT36. JAPAN 14 Creast Gaming Xanadu |                         |
| 2020 | PUBG CONTINENTAL SERIES 2 tournaments: ASIA      | オンライン                |                     | SunSister ELEMENT36. JAPAN                   |                         |